# 渚のシンドバッド
「渚のシンドバッド」（なぎさのシンドバッド）は、ピンク・レディーの4枚目のシングル。1977年6月10日発売。発売元はビクター音楽産業（現：ビクターエンタテインメント〈二代目〉）。

## 解説
前作から引き続き、3作連続でオリコンシングルチャート1位を獲得。また、同社集計の累計売上でグループ初のミリオンセラーを達成している（オリコンでのミリオン達成は発売からかなり経ってからで、順番では「ウォンテッド」「UFO」の後だった）。この後「カメレオン・アーミー」まで通算9作連続でオリコンチャート1位を獲得し、本作以降「モンスター」までは5作連続でミリオンセラーを記録している。どちらも連続記録としては当時最長の記録であった。なおビクター調べでは、145万枚の売上でデビュー曲以降3作連続でミリオンセラーを記録し、この後も「カメレオン・アーミー」まで通算9作連続でミリオンセラーを記録している。
アイドル歌謡曲としては驚異的な人気と売上を記録し、1977年のオリコン年間シングルチャートは本作が1位を獲得。翌年も「UFO」で2年連続年間セールス1位に輝いている。また、週間チャートでは本作と次作「ウォンテッド (指名手配)」の2作で通算17週にわたり1位を独占し続けた。次々作「UFO」でも長期間1位を独占していたため、1977年7月第3週から1978年2月第3週までの28週のうち27週にわたりピンク・レディーが1位を獲得していた。
翌1978年にピンク・レディーと同じレコード会社からデビューしたサザンオールスターズの「勝手にシンドバッド」は、本作の “シンドバッド” と、同時期にヒットしていた沢田研二の「勝手にしやがれ」の “勝手に” を取って付けたタイトルである（”勝手にシンドバッド#背景”も参照）。
1993年9月22日に8cmCDシングルとして再発。この際は「S・O・S」をc/wに収録している。1996年8月21日にはリミックスバージョンを収録し再発。この2作はどちらも廃盤となっており、2006年12月13日に、紙ジャケット仕様の12cmCDシングルとしてリマスタリングを施され再発された。こちらのバージョンは収録内容もオリジナルと同一である。
2005年には、日本テレビ系水10ドラマ『おとなの夏休み』第2話主題歌に起用された。ちなみに第1話の主題歌は、サザンオールスターズの「勝手にシンドバッド」である。
1997年に富士写真フイルム（現：富士フイルム）のレンズ付きフィルム「写ルンです」テレビコマーシャルでこの曲が使われており、渚にシンドバッドがいるという不可思議な状況を実写化している。
2009年4月18日に公開された映画「おっぱいバレー」の挿入歌として起用された。

## 収録曲
1. 渚のシンドバッド
  - 作詞：阿久悠／作曲・編曲：都倉俊一
2. パパイヤ軍団
  - 作詞：阿久悠／作曲・編曲：都倉俊一

### 1993年版
1. 渚のシンドバッド
2. S.O.S
3. 渚のシンドバッド (オリジナル・カラオケ)
4. S.O.S (オリジナル・カラオケ)

### 1996年版
1. 渚のシンドバッド (オリジナル・バージョン)
2. 渚のシンドバッド (リミックス)
3. 渚のシンドバッド (カラオケ)

## カバー
渚のシンドバッド
- 長万部キャッツ（シンガーズ・スリー（ピンク・レディ自体のーコーラスワークをデビュー当時から担っている伊集加代子のユニット）の別名・1978年） - 大瀧詠一プロデュース。「河原の石川五右衛門」というタイトルで、原詞をパロディ化した替え歌。曲は音頭・小唄調にアレンジされ、間奏や後奏にはS・O・S、カルメン'77、UFOなどの一節が織り込まれている。レコーディングにはピンク・レディーのレコーディングスタッフの一人であった井上鑑が参加した。
  - 当初、大滝詠一のアルバム『LET'S ONDO AGAIN』に収録される予定であったが、阿久悠からの許可が下りず見送られた。同盤には歌詞のみが掲載されている。
  - 1981年に阿久からの許可が得られ、CBSソニーから発売されたナイアガラ復刻企画アルバム『NIAGARA FALL STARS』で初めて楽曲として発表された。1984年に発売されたLP-BOXセット『NIAGARA BLACK VOX』中の『LET'S ONDO AGAIN』で、当初の構想の位置に収録された。以後CDで再発売された『LET'S ONDO AGAIN』には全て収録されている。
- コズミック・ギャル （1979年） - 「Sindbad」という曲名でカバー。
- 結城めぐみ （1990年） - シングル『渚のシンドバッド』収録。
- mama-Dee meets BANANA-ICE （1996年） - シングル『渚のシンドバッド』収録。ラップが加えられている。
- ex-Girl （1999年） - 「PUNK LADY」名義のシングル『渚のシンドバッド』収録。
- マキシマムザホルモン （2002年） - マキシシングル『肉コップ』収録。
- W （2004年）- アルバム『デュオU＆U』収録。
- 渡辺美里 （2005年） -　アルバム『うたの木 seasons “夏”』収録（「メドレー～夏のウルトラビキニ大作戦～」の一部として）。
- つじあやの （2008年）- アルバム『COVER GIRL 2』収録。
- モーニング娘。 （2008年）- アルバム『COVER YOU』収録。
- GO!GO!7188 （2008年） - アルバム『虎の穴2』収録。
- 茉奈 佳奈 （2009年） - アルバム『ふたりうた』収録。
- 渡り廊下走り隊 （2009年） -　阿久悠トリビュートアルバム『Bad Friends』収録。同アルバムではスペシャルトラックとして、当ユニットと未唯mieのコラボレーションによる「簪（かんざし）」名義での「河原の石川五右衛門」も収録されている。
- 皆口裕子 （姉ヶ崎寧々）&丹下桜 （小早川凛子） - カバーアルバム『歌う♪ラブプラス』収録。
- 桑田佳祐 （2009年） - ライブビデオ『昭和八十三年度!ひとり紅白歌合戦』収録。
- ピンク・ベイビーズ（2016年） - シングル『渚のシンドバッド』に収録[6]。
- 田村芽実（2020年） - DVD『CLIP&COVERS』収録。

パパイヤ軍団
- ピンク・ベイビーズ（2016年） - シングル『渚のシンドバッド』Type-Dに収録[6]。